# クロード・ヴィクトル＝ペラン
クロード・ヴィクトル＝ペラン（Claude Victor-Perrin、1764年12月7日 - 1841年3月1日）は、ナポレオン戦争期に活躍したフランスの軍人・元帥。ベルノ公爵。

## 生涯
クロード・ヴィクトル＝ペランは1764年12月7日、ロレーヌ地方のラマルシュで生まれ、17歳の時に軍に入隊した。若年の頃に軍規違反を行い、軍務追放に処されたものの、すぐに復帰を果たし持ち前の勇敢さと人好きな性格で着々と階級を上げていった。
1791年5月16日に結婚した。
1793年、トゥーロン攻囲戦でひときわ勇猛果敢な働きを見せ、将軍ナポレオンの目に止まった。その後、旅団長に就任した。
1796年〜1799年のイタリア戦役において活躍し、特にモンドヴィの戦い、ロヴェレートの戦い、マンチュア要塞包囲戦において顕著な働きを見せ師団長に昇進した。
1800年のマレンゴの戦いでも重役を果たし、勝利に貢献した。
その後、数年間、フランス領ルイジアナの総督を務めた。
1805年、レジオン・ドヌール・グラン・テグレ爵位を授与された。
1805年から1806年の間はデンマークの全権大使を務めた。また、この時期に再婚を果たした。
1806年に始まったプロシア戦役ではランヌ率いる第5軍団の参謀としてザーフェルトの戦い、イエナの戦いで活躍した。
1807年にはドンブロフスキ率いるポーランド兵師団、大陸軍第10軍団の指揮権を与えられた。さらにベルナドットに変わって大陸軍第1軍団の指揮を執り、フリートラントの戦いで顕著な働きを見せた。この活躍により、ナポレオンから帝国元帥に任命された。
1807年にティルジット条約が結ばれると、ベルリン総督に任命された。
1808年、ベルノ公爵となる。同年に勃発した半島戦争では第1軍団を率いてマドリードを占領した。しかし、1811年のバロッサの戦いで手痛い敗北を喫した。
ロシア遠征では初め東プロイセンに配置されたが、後に救援の為にスモレンスクに移動した。
1812年、ロシア遠征退却戦におけるベレジナ川の戦いにおいて顕著な働きを見せた。
1813年〜1814年の対外戦役でも一定の活躍を見せたが、1814年のモントローの戦いで大幅に遅参したことにより、日頃から険悪となりつつあった皇帝との友好関係は破綻した。彼はあらぬ疑いをかけられ、誹謗中傷を繰り返された。同年、指揮権をエティエンヌ・モーリス・ジェラールに譲り、ブルボン家へ鞍替えした。
1815年、ナポレオンがエルバ島から脱出するとヘントへ逃れてルイ18世に合流した。7月8日、国王と共に帰国。8月17日、貴族に列せられ、9月8日には近衛軍参謀長に任命された。ミシェル・ネイ元帥の裁判では死刑判決に票を投じた。
1830年、7月革命が勃発し国王が変わると以降は疎まれ、不遇な余生を送った。

## 人物像
ナポレオンの古くからの戦友でトゥーロン攻囲戦で若きボナパルト将軍に出会い多くの戦いを共に戦った。陽気で人好きのする性格から「華麗なる太陽」と呼ばれ多くの兵士から慕われたが、その細かいことを気にしない性格からナポレオンとは不仲であった。